# Nelson Diebel
Nelson W. Diebel (ur. 9 listopada 1970 w Hinsdale) – amerykański pływak specjalizujący się w stylu klasycznym, dwukrotny złoty medalista olimpijski z Barcelony.
W 1989 wywalczył srebrny medal pływackich mistrzostw Pacyfiku w konkurencji 200 m st. klasycznym. W tej samej konkurencji otrzymał dwa lata później srebrny medal igrzysk panamerykańskich.
W 1992 brał udział w igrzyskach olimpijskich. Zdobył na nich dwa złote medale – w konkurencji 100 m st. klasycznym, gdzie uzyskanym w finale czasem 1:01,50 ustanowił nowy rekord olimpijski oraz w konkurencji 4 × 100 m st. zmiennym, gdzie amerykański zespół z jego udziałem uzyskał w finale czas 3:36,93 i tym samym wyrównał rekord świata.
W karierze wywalczył siedem tytułów mistrza Stanów Zjednoczonych.
Po igrzyskach olimpijskich zakończył karierę zawodniczą i kontynuował studia na Uniwersytecie Princeton. Od przełomu XX i XXI wieku pełni funkcję trenera w różnych klubach pływackich, w czerwcu 2020 roku został trenerem klubu Delaware Swim Team.